# Emilio Berisso
Emilio Berisso (Buenos Aires, 18 de enero de 1878 - Buenos Aires, 3 de octubre de 1922) fue un poeta y dramaturgo argentino. Es principalmente conocido por su obra teatral Con las alas rotas, estrenada el 31 de mayo de 1917 por la actriz Camila Quiroga y el actor Pablo Podestá. Fue adaptada al cine en 1938 por Orestes Caviglia. Su estilo lírico recibió elogios de figuras como Rubén Darío y Leopoldo Lugones.
Berisso se suicidó en 1922 mientras escribía la novela En los esteros, dedicada a su amigo Cesáreo Bernaldo de Quirós.